# Turniej o Puchar Rybnickiego Okręgu Węglowego 1964
Puchar Rybnickiego Okręgu Węglowego 1964 – zawody żużlowe, mające na celu wyłonienie zwycięzcy turnieju o Puchar ROW. Zawody w 1971 roku wygrała Polska Centralna.

## Finał
- Rybnik, 17 października 1964
- Sędzia:

| Msc |                                                                               | Drużyna / Zawodnik                          | Biegi            | Punkty |
| --- | ----------------------------------------------------------------------------- | ------------------------------------------- | ---------------- | ------ |
| 1   |                                                                               | Polska Centralna                            | Polska Centralna | 35     |
| 1   | Andrzej Pogorzelski Paweł Waloszek Henryk Żyto Zbigniew Podlecki              | (2,3,3,3) (2,1,1,2) (2,1,3,2) (3,3,2,2)     | 11 6 8 10        |        |
| 2   |                                                                               | Górnik Rybnik                               | Górnik Rybnik    | 26     |
| 2   | Stanisław Tkocz Joachim Maj Antoni Woryna Andrzej Wyglenda Karol Peszke       | (1,3,1,1) (1,d,2,3) (3,3,2,3) (2,ns,ns) (1) | 6 11 2 1         |        |
| 3   |                                                                               | ZSRR                                        | ZSRR             | 26     |
| 3   | Wiktor Trofimow Walentin Mojsejew Boris Samorodow Wasilij Kowalenko K.Kristal | (u,2,2,2) (1,d,2,3) (3,2,3,3) (3) (1,0,0)   | 6 5 11 3 1       |        |
| 4   |                                                                               | Czechosłowacja                              | Czechosłowacja   | 9      |
| 4   | Pavel Mareš Miroslav Schmidt Rudolf Havelka Antonín Šváb Antonín Kasper       | (0,0,3,0) (2,0,0) (0,1,0,0) (0,d,1,1) (1)   | 3 6 1 2 1        |        |

J - Joker: punkty zawodnika mnożone razy dwa